# UTC+8
UTC+8 или +8 часа прибавени към Координираното универсално време (UTC) съответства на следните часови зони и се използва в следните страни:

## Стандартно време (зимен сезон)
- Русия (Иркутское время)

## През цялата година (без промяна)
- Австралия (AWST)
- Тайван
- Бруней
- Китай
- Индонезия
- Малайзия
- Монголия
- Сингапур